# 25 de abril
25 de abril é o 115.º dia do ano no calendário gregoriano (116.º em anos bissextos). Faltam 250 dias para acabar o ano.

## Eventos históricos

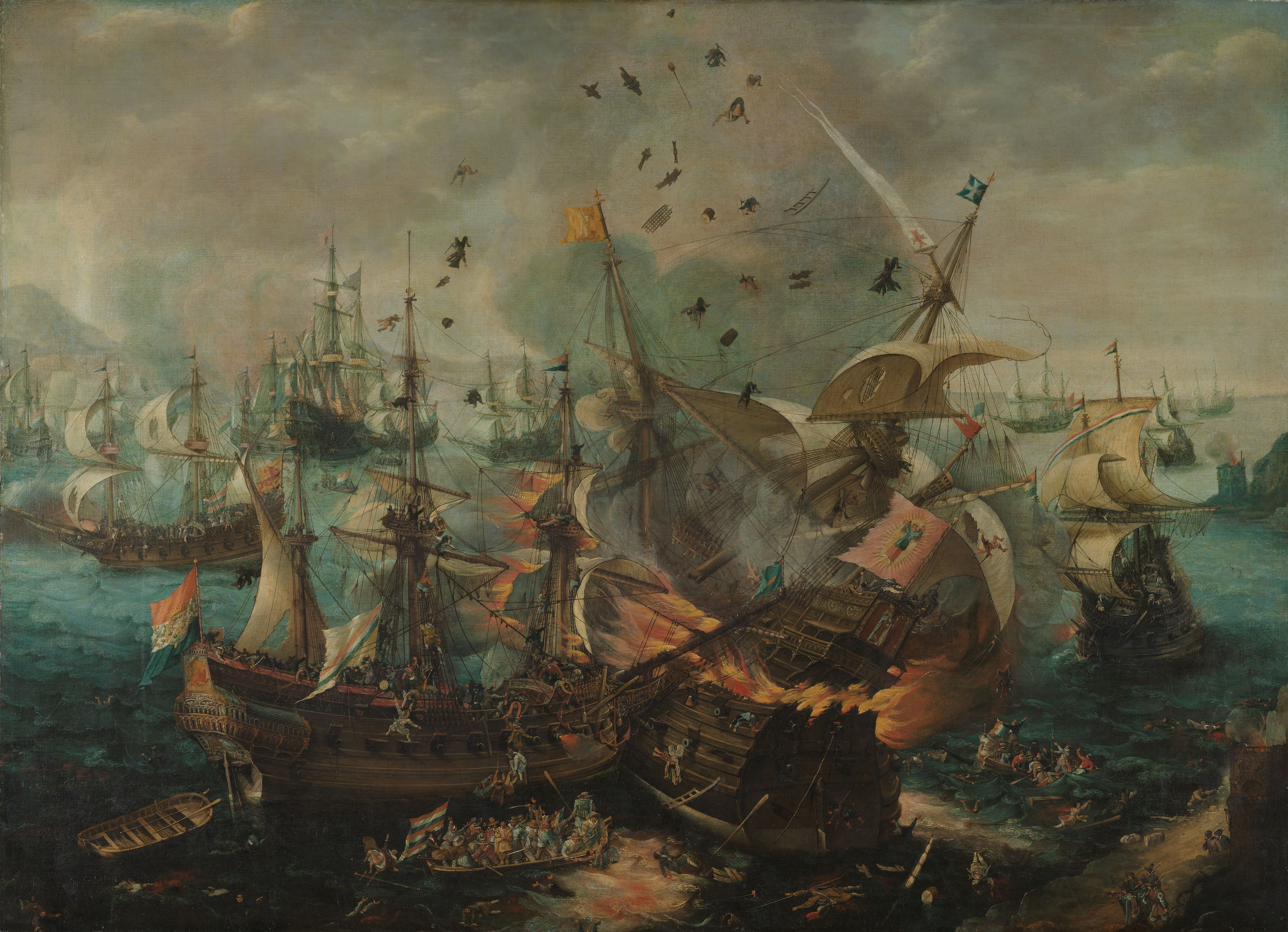
1607: Batalha de Gibraltar

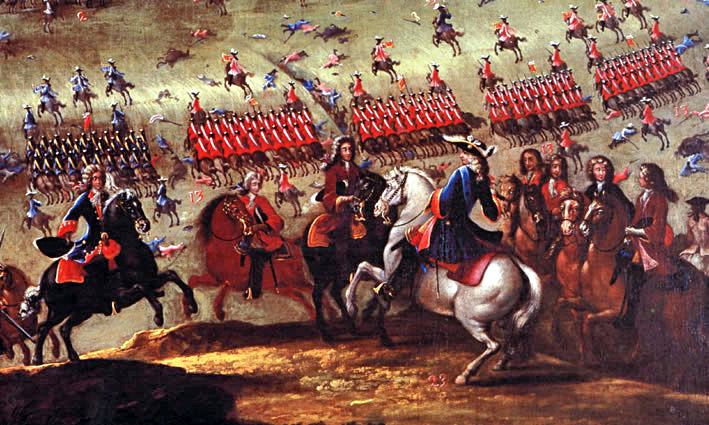
1707: Batalha de Almansa

- 404 a.C. — Atenas se rende a Esparta pondo fim à Guerra do Peloponeso (431-404 a.C.)
- 0387 — Santo Agostinho, recebe o batismo das mãos de Ambrósio, Bispo de Milão (340-397)
- 0775 — Batalha de Bagrauandena põe fim a uma rebelião armênia contra o Califado Abássida. O controle muçulmano sobre a Transcaucásia é solidificado e começa a sua islamização.
- 0799 — Papa Leão III é atacado enquanto se dirigia a cavalo de Latrão para San Lorenzo in Lucina para presidir a uma procissão.
- 1185 — Batalha de Dan-no-ura: maior batalha naval da Guerra de Genpei, no Japão, onde a frota do clã Minamoto, comandada por Minamoto no Yoshitsune, derrota a frota do clã Taira. Como resultado os Minamoto assumem o poder no Japão.
- 1512 — Selim I, assumiu o trono do Império Otomano derrubando seu pai Bajazeto II, que morreu pouco depois.
- 1607 — Batalha de Gibraltar, episódio da Guerra dos Oitenta Anos, onde a frota neerlandesa destrói a armada espanhola.
- 1644 — O imperador Chongzhen, o último imperador da dinastia Ming da China.
- 1707 — Batalha de Almansa: defensores dos Burbons, sob o comando do Duque de Berwick e que lutavam para manter o trono de Filipe V da Espanha, derrotam os seguidores dos Habsburgos, sob a liderança do Conde de Galway e que pretendiam entregar o trono espanhol ao Arquiduque Carlos.
- 1792
  - "La Marseillaise", o hino nacional da França, é composta por Claude Joseph Rouget de Lisle.
  - Nicolas Jacques Pelletier, um ladrão que agia nas estradas francesas, se torna a primeira pessoa executada pela guilhotina.
- 1804 — O reino georgiano ocidental de Imerícia aceita a suserania do Império Russo.
- 1846 — Caso Thornton: começa um conflito aberto sobre a disputada fronteira do Texas, desencadeando a Guerra Mexicano-Americana.
- 1859 — Início da construção do Canal do Suez.
- 1915 — Primeira Guerra Mundial: início da Campanha de Galípoli: a invasão da península turca de Galípoli por tropas britânicas, francesas, indianas, australianas, neozelandesas e de Terra Nova começa com o desembarque na enseada Anzac e no cabo Helles.
- 1916
  - Revolta da Páscoa: o Reino Unido declara lei marcial na Irlanda.
  - Dia ANZAC é comemorado pela primeira vez o aniversário do desembarque na enseada Anzac.
- 1917 — Toma posse em Portugal o 14.º governo republicano, chefiado pelo presidente do Ministério Afonso Costa.
- 1920 — Na Conferência de San Remo, os principais Aliados da Primeira Guerra Mundial adotam uma resolução para determinar a alocação dos mandatos da Sociedade das Nações para a administração das antigas terras governadas pelo Império Otomano no Oriente Médio.
- 1931 — Fundação da empresa automobilística Porsche.
- 1945
  - Cinquenta nações se reúnem em São Francisco para iniciar a Conferência das Nações Unidas sobre Organização Internacional.
  - As últimas tropas alemãs se retiram do solo finlandês na Lapônia, terminando a Guerra da Lapônia.
- 1954 — A primeira célula solar prática é demonstrada publicamente pela Bell Telephone Laboratories.
- 1956 — Fundação da Usiminas, uma empresa brasileira do setor siderúrgico.
- 1959 — É aberta a navegação do canal de São Lourenço, que une os Grandes Lagos da América do Norte com o Atlântico.
- 1960 — O submarino da Marinha dos Estados Unidos USS Triton (SSRN/SSN-586) completa a primeira circunavegação submersa do globo.
- 1961 — Concedido a patente do circuito integrado para Robert Noyce.
- 1974 — A Revolução dos Cravos derruba o Estado Novo comandado na altura por Marcello Caetano, abrindo assim as portas à democracia em Portugal.
- 1976 — Entrada em vigor da Constituição portuguesa de 1976 que consagra a Democracia em Portugal.
- 1980 — Cento e quarenta e seis pessoas morrem quando o voo Dan-Air 1008 cai perto do aeroporto de Los Rodeos, em Tenerife, Ilhas Canárias .[1]
- 1982 — Acordos de Camp David: Israel devolve ao Egito o controle da península de Sinai após 15 anos de ocupação.
- 1983 — Pioneer 10 viaja além da órbita de Plutão.
- 1984 — A Emenda Dante de Oliveira, que restabelece a eleição direta para presidente da República, é rejeitada pelo Congresso brasileiro.
- 1990 — Violeta Chamorro é empossada como nova presidente da Nicarágua, depois de derrotar o presidente Daniel Ortega, e torna-se a primeira mulher a ocupar o cargo.
- 1994 — PROANTAR, o NApOc Ary Rongel (H-44) foi adquirido pela Marinha do Brasil e incorporado para substituir o Barão de Teffé (H-42).
- 1996 — Os 34 países da Organização dos Estados Americanos (OEA) declaram guerra total contra o terrorismo e aprovam um plano de ação para combatê-lo.
- 2005
  - A última peça do Obelisco de Axum é devolvida à Etiópia depois de ser roubada pelo exército italiano invasor em 1937.
  - Bulgária e Romênia assinam tratados de adesão à União Europeia.
- 2007 — Funeral de Boris Iéltsin: o primeiro a ser sancionado pela Igreja Ortodoxa Russa para um chefe de Estado desde o funeral do Imperador Alexandre III em 1894.
- 2015 — Aproximadamente 9 100 pessoas morrem após um sismo de magnitude 7,8 graus atingir o Nepal.
- 2019 — Presidente Jair Bolsonaro assina decreto que revoga o horário de verão no Brasil.[2]
- 2025 — Ex-presidente do Brasil Fernando Collor de Mello é preso para o cumprimento imediato de sua pena por corrupção e lavagem de dinheiro.

## Nascimentos

### Anteriores ao século XIX

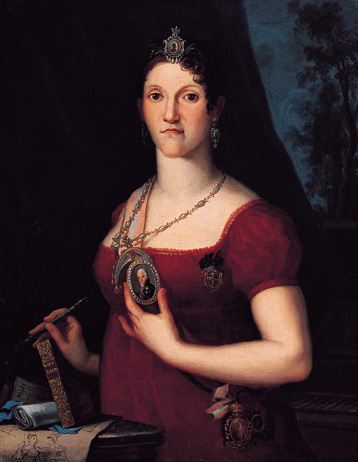
Carlota Joaquina

- 1214 — Luís IX de França (m. 1270).
- 1228 — Conrado IV da Germânia (m. 1254).
- 1284 — Eduardo II de Inglaterra (m. 1327).
- 1287 — Rogério Mortimer, 1.º Conde de March (m. 1330).
- 1502 — Georg Major, teólogo e acadêmico alemão (m. 1574).
- 1529 — Francesco Patrizi, filósofo e cientista italiano (m. 1597).
- 1599 — Oliver Cromwell, general e político inglês (m. 1658).
- 1608 — Gastão, Duque d'Orleães (m. 1660).
- 1694 — Richard Boyle, 3.º Conde de Burlington, arquiteto e político britânico (m. 1753).
- 1707 — Leopoldo Clemente, príncipe-herdeiro de Lorena (m. 1723).

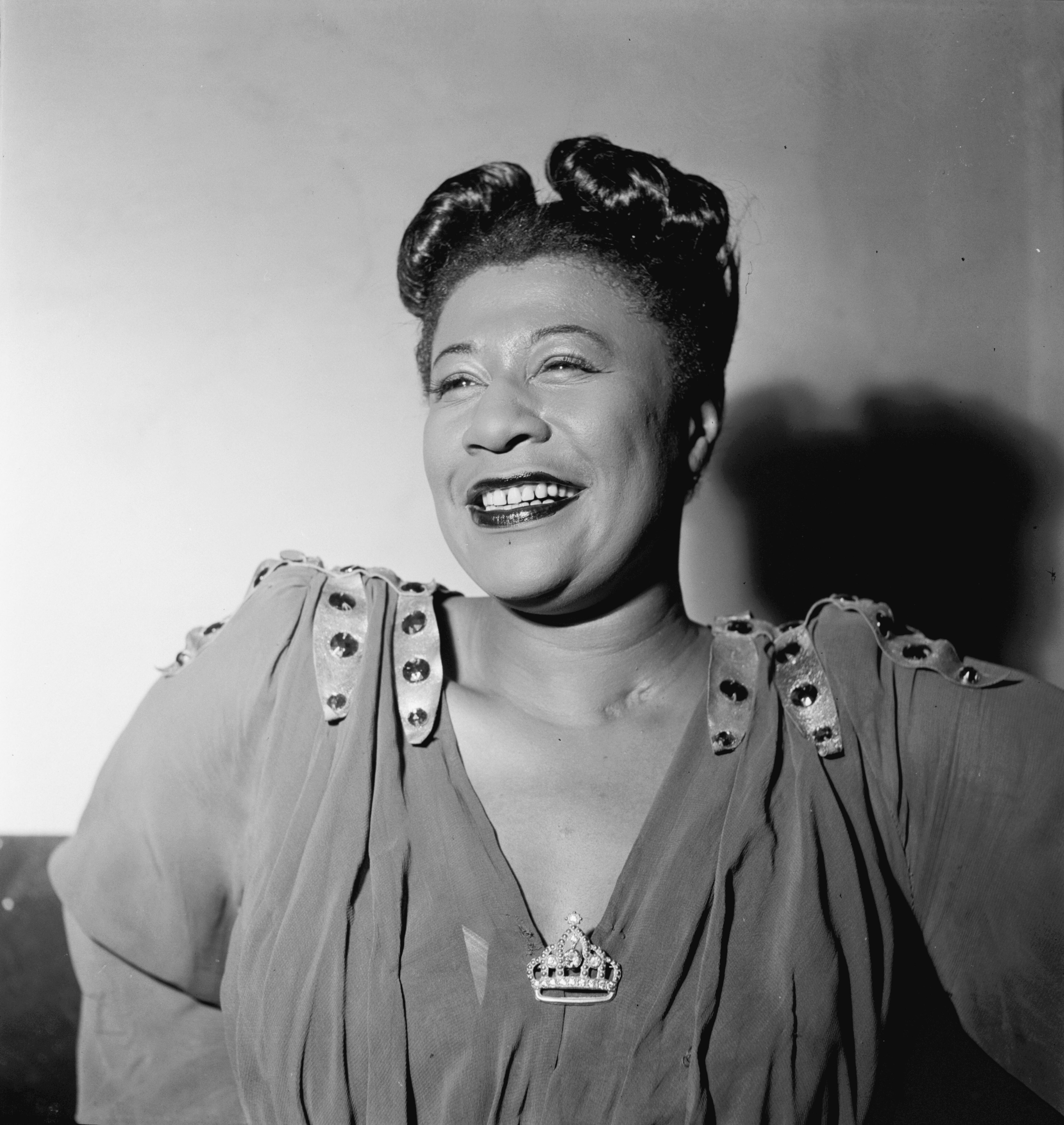
Ella Fitzgerald

- Ella Fitzgerald1775 — Carlota Joaquina de Bourbon, rainha consorte de Portugal e Algarves (m. 1830).
- 1776 — Maria do Reino Unido (m. 1857).
- 1792 — John Keble, religioso britânico (m. 1866).

### Século XIX
- 1806 — Guilherme de Brunsvique (m. 1884).
- 1814 — José Balta, político peruano (m. 1872).
- 1822 — James Lord Pierpont, organista, compositor e letrista norte-americano (m. 1893).

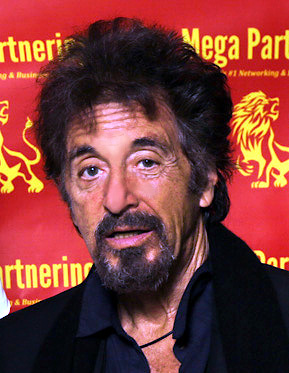
Al Pacino

- Al Pacino1843 — Alice do Reino Unido (m. 1878).
- 1847 — Édouard Debat-Ponsan, pintor francês (m. 1913).
- 1849 — Felix Klein, matemático alemão (m. 1925).
- 1862 — Edward Grey, 1.º Visconde Grey de Fallodon (m. 1933).
- 1873 — Fiel da Fonseca Viterbo, arquiteto português (m. 1954)

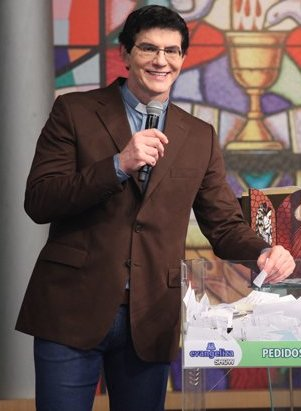
Padre Reginaldo Manzotti

- Padre Reginaldo Manzotti1874 — Guglielmo Marconi, inventor italiano (m. 1937).
- 1878 — William Merz, ginasta norte-americano (m. 1946).
- 1884 — Jean-Baptiste Dortignacq, ciclista francês (m. 1928).
- 1885 — Peter Marius Andersen, futebolista dinamarquês (m. 1972).
- 1888 — Chojun Miyagi, mestre de artes marciais japonês (m. 1953).
- 1895 — Stanley Rous, árbitro de futebol e dirigente esportivo britânico (m. 1986).
- 1900
  - Lívio Xavier, jornalista brasileiro (m. 1988).
  - Wolfgang Pauli, físico austríaco (m. 1958).
  - Gladwyn Jebb, diplomata e político britânico (m. 1996).

### Século XX

#### 1901–1950
- 1902 — Mary Miles Minter, atriz norte-americana (m. 1984).
- 1903 — Andrei Kolmogorov, matemático russo (m. 1987).
- 1906 — William J. Brennan, juiz norte-americano (m. 1997).
- 1909 — William Pereira, arquiteto norte-americano (m. 1985).
- 1912 — Earl Bostic, saxofonista, arranjador, compositor e maestro norte-americano (m. 1965).
- 1914 — Marcos Pérez Jiménez, militar e político venezuelano (m. 2001).
- 1915 — Sérgia Ribeiro da Silva, cangaceira brasileira (m. 1994).
- 1917
  - Ella Fitzgerald, cantora de jazz estadunidense (m. 1996).
  - Jean Lucas, automobilista francês (m. 2003).
- 1918 — Astrid Varnay, soprano sueca (m. 2006).
- 1919 — Edward Hemming Dodd, pastor e teólogo anglo-brasileiro (m. 2007).
- 1921 — Karel Appel, pintor, artista gráfico, escritor e escultor neerlandês (m. 2006).
- 1922 — Tomás Maldonado, pintor, designer, filósofo e professor argentino (m. 2018).
- 1923
  - Albert King, cantor, compositor e guitarrista norte-americano (m. 1992).
  - Anita Björk, atriz sueca (m. 2012).
- 1924 — Paulo Vanzolini, compositor e zoólogo brasileiro (m. 2013).
- 1925
  - Janete Clair, escritora brasileira (m. 1983).
  - Jimmy Dickinson, futebolista e treinador de futebol britânico (m. 1982).
  - Kay E. Kuter, ator norte-americano (m. 2003).
- 1927 — Albert Uderzo, cartunista francês (m. 2020).
- 1929 — Abderrahmane Mahjoub, futebolista marroquino (m. 2011).
- 1930 — Paul Mazursky, ator, diretor, produtor e roteirista norte-americano (m. 2014).
- 1932
  - Agostinho dos Santos, cantor e compositor brasileiro (m. 1973).
  - Lia Manoliu, atleta romena (m. 1998).
  - Muhamed Mujić, futebolista bósnio (m. 2016).
  - Nikolai Kardashev, astrônomo russo (m. 2019).
- 1934
  - Peter McParland, ex-futebolista britânico.
  - Bobby Trainor, ex-futebolista britânico.
- 1935 — Roberto Ferreiro, futebolista e treinador de futebol argentino (m. 2017).
- 1936 — Leonel Sánchez, futebolista chileno (m. 2022).
- 1938 — James Harris Simons, matemático, investidor e filantropo norte-americano (m. 2024).
- 1939 — Tarcisio Burgnich, futebolista e treinador de futebol italiano (m. 2021).
- 1940
  - Al Pacino, ator norte-americano.
  - Maribel Owen, patinadora artística norte-americana (m. 1961).
- 1941
  - Bertrand Tavernier, cineasta e produtor de cinema francês (m. 2021).
  - Muna al-Hussein, princesa jordaniana.
  - Umberto Magnani, ator brasileiro (m. 2016).
- 1942
  - Manuel Freire, cantor português.
  - Kang Ryong-woon, ex-futebolista norte-coreano.
- 1943 — Tony Christie, cantor, compositor, ator e músico britânico.
- 1944 — Julio Montero Castillo, ex-futebolista uruguaio.
- 1945
  - Björn Ulvaeus, músico sueco.
  - Jean Purdy, enfermeira e embriologista britânica (m. 1985).
- 1946
  - Talia Shire, atriz norte-americana.
  - Andrzej Seweryn, ator e diretor de cinema polonês.
- 1947
  - Johan Cruijff, futebolista, treinador de futebol e dirigente esportivo neerlandês (m. 2016).
  - Jeffrey DeMunn, ator norte-americano.
- 1949
  - Leno, cantor, compositor e músico brasileiro (m. 2022).
  - Dominique Strauss-Kahn, economista, jurista e político francês.
- 1950 — Peter Jurasik, ator norte-americano.

#### 1951–2000
- 1951
  - João Soares, ex-tenista brasileiro.
  - Sandra Barsotti, atriz brasileira.
- 1952
  - Jessé, cantor e compositor brasileiro (m. 1993).
  - Jacques Santini, treinador de futebol e ex-futebolista francês.
- 1953 — Ron Clements, cineasta e animador norte-americano.
- 1954 — József Szendrei, ex-futebolista húngaro.
- 1955
  - Américo Gallego, ex-futebolista e treinador de futebol argentino.
  - K. Eric Drexler, cientista, engenheiro e nanotecnólogo norte-americano.
- 1956
  - Dominique Blanc, atriz francesa.
  - Mirko Votava, ex-futebolista e treinador de futebol tcheco.
- 1957 — Roch Marc Christian Kaboré, político burquinês.
- 1958 — Luis Guillermo Solís, político e historiador costarriquenho.
- 1960
  - Mário Laginha, pianista e compositor português.
  - Hocine Yahi, ex-futebolista argelino.
  - Paul Baloff, músico norte-americano (m. 2002).
  - Brian Tatler, músico britânico.
- 1961 — Agneta Andersson, canoísta sueca (m. 2023).
- 1962
  - Dorival Júnior, ex-futebolista e treinador de futebol brasileiro.
  - Miraldo Câmara de Souza, ex-futebolista e treinador de futebol brasileiro.
- 1963
  - David Moyes, treinador de futebol e ex-futebolista britânico.
  - Marcos Ferrufino, futebolista e treinador de futebol boliviano (m. 2021).
  - Nelson Aerts, ex-tenista brasileiro.
- 1964
  - Hank Azaria, ator, diretor e dublador norte-americano.
  - Andy Bell, cantor, compositor e DJ britânico.
- 1965 — Milton Mendes, ex-futebolista e treinador de futebol brasileiro.
- 1966 — Rubén Sosa, ex-futebolista uruguaio.
- 1967
  - Alan Kernaghan, ex-futebolista irlandês.
  - Angel Martino, ex-nadadora norte-americana.
- 1968 — Thomas Strunz, ex-futebolista alemão.
- 1969
  - Renée Zellweger, atriz norte-americana.
  - Gina Torres, atriz norte-americana.
  - Reginaldo Manzotti, padre, apresentador e cantor brasileiro.
- 1970
  - Jason Wiles, ator norte-americano.
  - Joël Abati, ex-handebolista e político francês.
  - Tomoko Kawakami, dubladora japonesa (m. 2011).
  - Jason Lee, ator, produtor cinematográfico e skatista norte-americano.
- 1971
  - Emplastro, adepto de futebol e figura pública portuguesa.
  - Lázaro Dalcourt, ex-futebolista cubano.
- 1972 — Rogério Flausino, cantor e compositor brasileiro.
- 1974 — Luís Afonso, Duque de Anjou.
- 1975
  - Roger Machado, ex-futebolista e treinador de futebol brasileiro.
  - Hamada Jambay, ex-futebolista malgaxe.
- 1976
  - Rainer Schüttler, ex-tenista alemão.
  - Gilberto, ex-futebolista brasileiro.
  - Tim Duncan, ex-jogador de basquete norte-americano.
  - Túlio Guerreiro, ex-futebolista brasileiro.
  - Pablo Gaglianone, ex-futebolista uruguaio.
  - Kim Jong-kook, cantor sul-coreano.
- 1977
  - Dzintars Zirnis, ex-futebolista letão.
  - Thomas Einwaller, árbitro de futebol austríaco.
  - Marguerite Moreau, atriz norte-americana.
  - Manolo Cardona, ator colombiano.
- 1978 — Malalai Joya, escritora, política e ativista afegã.
- 1979
  - Letícia Birkheuer, atriz e modelo brasileira.
  - Thiago Gosling, ex-futebolista brasileiro.
  - Lilian Cristina Lopes Gonçalves, ex-jogadora de basquete brasileira.
  - João Rebello, ex ator mirim e DJ brasileiro (m. 2024).
- 1980
  - Irfaan Ali, político guianês.
  - Hoang Trang, enxadrista húngaro-vietnamita.
  - Alejandro Valverde, ex-ciclista espanhol.
  - Samuel Barnett, ator britânico.
  - Joaquim Lopes, ator e apresentador brasileiro.
- 1981
  - Felipe Massa, automobilista brasileiro.
  - Pedro Silva, ex-futebolista brasileiro.
- 1982
  - Jacqueline Lawrence, canoísta australiana.
  - Mark López, taekwondista norte-americano.
- 1983
  - Paulo Pezzolano, ex-futebolista e treinador de futebol uruguaio.
  - Denis Matveev, astronauta russo.
- 1984
  - Gabriel Cichero, ex-futebolista venezuelano.
  - Stijn Vandenbergh, ex-ciclista belga.
- 1985
  - Giedo van der Garde, ex-automobilista neerlandês.
  - Andrea Coda, futebolista italiano.
  - Thiago Cunha, ex-futebolista brasileiro-timorense.
- 1986
  - Raïs M'Bolhi, futebolista argelino.
  - Juan Sebastián Cabal, ex-tenista colombiano.
  - John DeLuca, ator norte-americano.
- 1987 — Razak Boukari, futebolista togolês.
- 1988
  - Laura Lepistö, ex-patinadora artística finlandesa.
  - Sara Paxton, atriz e cantora norte-americana.
  - Cheick Diabaté, futebolista malinês.
  - Gaëtan Bong, ex-futebolista camaronês.
  - Junior Dutra, futebolista brasileiro.
  - Jonathan Bailey, ator britânico.
- 1989
  - Emanuela de Paula, top-model brasileira.
  - Fred Bruno, youtuber, apresentador, jornalista e influenciador digital brasileiro
- 1990
  - Jean-Éric Vergne, automobilista francês.
  - Jan-Lennard Struff, tenista alemão.
- 1991
  - Alex Shibutani, patinador artístico norte-americano.
  - Vaná, futebolista brasileiro.
  - Leonardo Valencia, futebolista chileno.
- 1992
  - Pavel Kadeřábek, futebolista tcheco.
  - Adria Arjona, atriz porto-riquenha.
- 1993
  - Raphaël Varane, ex-futebolista francês.
  - Anthony Lozano, futebolista hondurenho.
- 1994
  - Elena Ilinykh, patinadora artística russa.
  - Pa Konate, futebolista sueco.
  - Henrique Silva Milagres, futebolista brasileiro.
  - Brice Samba, futebolista francês.
  - Rúben Vezo, futebolista português.
- 1996
  - Allisyn Ashley Arm, atriz norte-americana.
  - Daniel Felipe Martínez, ciclista colombiano.
- 1997 — Nicolás Benedetti, futebolista colombiano.
- 1998 — Arthur Cabral, futebolista brasileiro.
- 1999
  - Deng Yu-cheng, arqueiro taiwanês.
  - Cacá, futebolista brasileiro.
- 2000
  - Dejan Kulusevski, futebolista sueco.
  - Oihan Sancet, futebolista espanhol.

### Século XXI
- 2001 — Yoon Chan-young, ator sul-coreano.
- 2002 — Leo Belmonte, ator brasileiro.
- 2003 — Cleiton, futebolista brasileiro.
- 2004 — Miguel Terceros, futebolista boliviano.
- 2006 — David Alonso, motociclista colombiano.

## Mortes

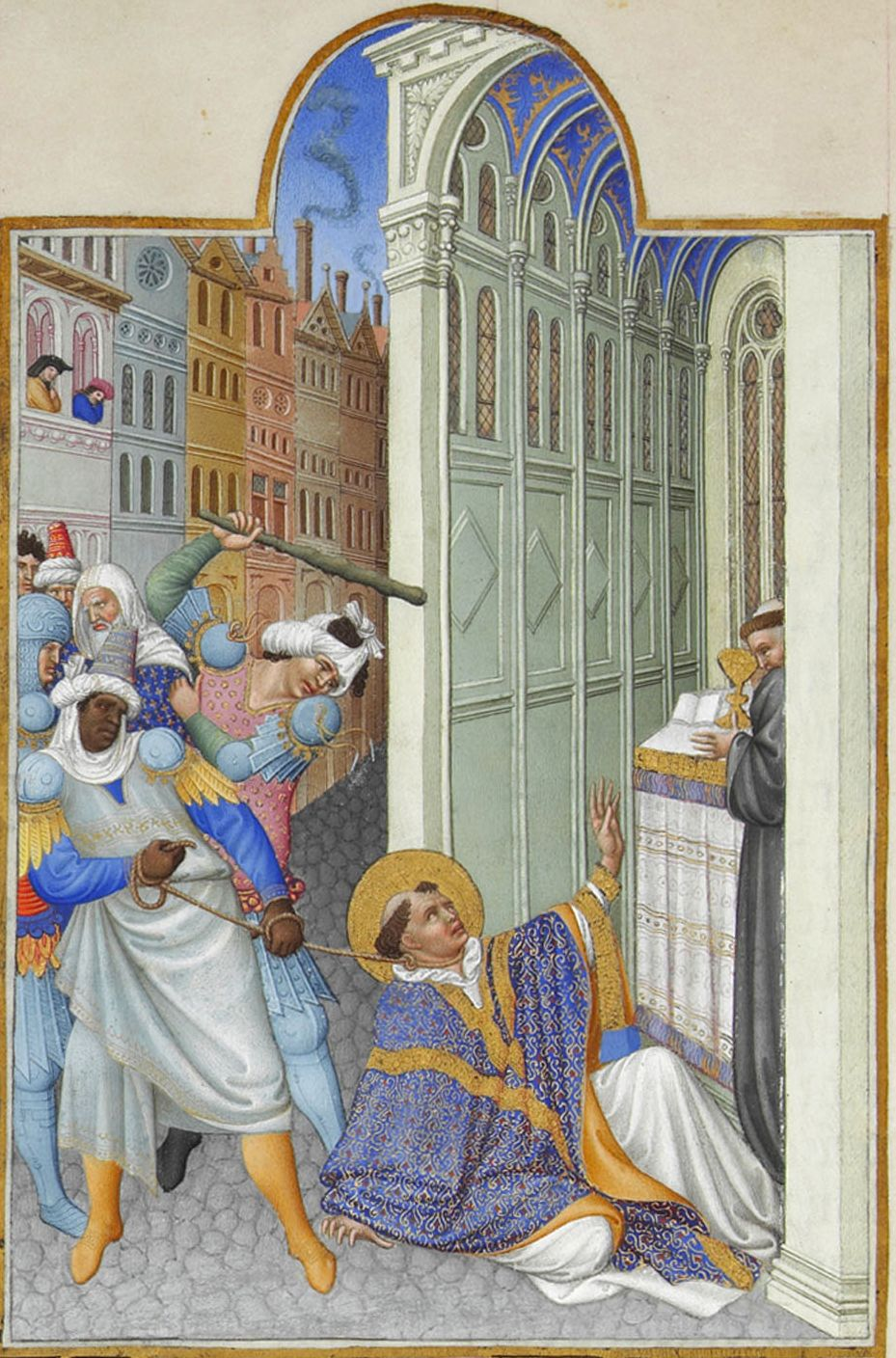
Martírio de São Marcos

### Anteriores ao século XIX
- 0064 — Aniano de Alexandria (n. ?).
- 0068 — Marcos Evangelista (n. 10 a.C.).
- 0480 — Júlio Nepos, imperador romano do Ocidente (n. 430).
- 0974 — Ratério, escritor e bispo católico italiano (n. 890).
- 1077 — Géza I da Hungria (n. 1040).
- 1185 — Antoku, imperador japonês (n. 1178).
- 1228 — Isabel II de Jerusalém, rainha de Jerusalém (n. 1212).
- 1295 — Sancho IV de Leão e Castela (n. 1258).
- 1342 — Papa Bento XII (n. 1285).
- 1362 — Maomé VI de Granada (n. 1332).
- 1472 — Leon Battista Alberti, artista e filósofo italiano (n. 1404).
- 1566 — Diana de Poitiers, nobre francesa (n. 1499).
- 1595 — Torquato Tasso, poeta italiano (n. 1544).
- 1658 — Gil González de Ávila, historiógrafo espanhol (n. 1577).
- 1744 — Anders Celsius, astrônomo sueco (n. 1701).

### Século XIX
- 1840 — Siméon Denis Poisson, matemático francês (n. 1781).
- 1847 — John Campbell, 7º Duque de Argyll (n. 1777).
- 1852 — Álvares de Azevedo, escritor brasileiro (n. 1831).
- 1878 — Anna Sewell, autora e escritora britânica (n. 1820).
- 1892 — James Joseph Allport, empresário britânico (n. 1811).

### Século XX
- 1950 — João Irineu Joffily, bispo brasileiro (n. 1878).
- 1961 — Borges de Medeiros, político brasileiro (n. 1863).
- 1964 — Andreas Krogh, patinador artístico norueguês (n. 1894).
- 1972 — George Sanders, ator e cantor britânico (n. 1906).
- 1977 — Opika von Méray Horváth, patinadora artística húngara (n. 1889).
- 1988 — Lygia Clark, escultora e pintora brasileira (n. 1920).
- 1990
  - Sônia Mamede, atriz e comediante brasileira (n. 1936).
  - Dexter Gordon, saxofonista, compositor e ator norte-americano (n. 1923).
- 1993 — Geraldo Del Rey, ator brasileiro (n. 1930).
- 1999 — Roger Troutman, cantor, compositor, multi-instrumentista e produtor norte-americano (n. 1951).

### Século XXI
- 2001 — Michele Alboreto, automobilista italiano (n. 1956).
- 2002 — Lisa Lopes, cantora norte-americana (n. 1971).
- 2007
  - Alan Ball Jr., futebolista britânico (n. 1945).
  - Carmen Costa, cantora e compositora brasileira (n. 1920).
- 2009 — Beatrice Arthur, atriz norte-americana (n. 1922).
- 2012 — Dicró, cantor e compositor brasileiro (n. 1946)
- 2014 — Tito Vilanova, futebolista e treinador espanhol (n. 1969).
- 2024 — Laurent Cantet, cineasta francês (n. 1961).

## Feriados e eventos cíclicos
- Dia Mundial de Luta Contra a Malária
- Dia do Telégrafo Sem Fio
- Dia Internacional das Mulheres nas Tecnologias da Informação e Comunicação

### Internacional
- Dia ANZAC - Austrália e Nova Zelândia
- Dia das Forças Armadas - Coreia do Norte
- Dia Nacional da Bandeira - Suazilândia
- Dia da Libertação - Itália
- Dia Internacional de Combate à Alienação Parental

### Portugal
- Dia da Liberdade - Comemoração da Revolução dos Cravos de 1974

### Brasil
- Dia do Contabilista
- Dia do Despachante Aduaneiro

### Cristianismo
- Aniano de Alexandria
- Giovanni Battista Piamarta
- Marcos, o Evangelista
- Pedro de Betancur

## Outros calendários
- No calendário romano era o 7.º dia (VII) antes das calendas de maio.
- No calendário litúrgico tem a letra dominical C para o dia da semana.
- No calendário gregoriano a epacta do dia é iv.